# جيوفري برون
جيوفري برون هو مؤرخ كندي، ولد في 1898، وتوفي في 13 يوليو 1988.